# Erin Springs
Erin Springs est une ville du comté de Garvin, dans l'État d'Oklahoma, aux États-Unis,. En 2010, elle compte une population de 87 habitants.